# Бернгард Нохт
Бернгард Нохт (нім. Bernhard Nocht, також Бернґард Нохт, повне ім'я нім. Albrecht Eduard Bernhard Nocht; 4 листопада 1857, Каменна Ґура, Нижня Сілезія — 5 червня 1945, Вісбаден) — німецький санітарний портовий лікар, фахівець з тропічної медицини, гігієніст. З 1900 по 1930 рік був директором Інституту тропічної медицини, якому присвоєне його ім'я.

## Біографія

### Навчання та перші роки роботи
Відвідував середню школу в Ландешуті, гімназію у Вальденбурзі. Вивчав медицину в Берліні до 1881 року в інституті Фрідріха Вільгельма. Закінчив його, захистивши докторську дисертацію. Упродовж 1883—1892 років перебував на службі в імператорському флоті як санітарний лікар, побував у Середземному морі та Азії. З 1887 року три роки працював в Імперському відділі здоров'я під керівництвом Роберта Коха. Нохт тоді заприятелював з Георгом Гаффкі — одним з найкращих студентів і співробітників Коха в галузі бактеріології.

### На чолі боротьби з інфекційними хворобами в Гамбургу
Коли епідемія холери 1892 року спалахнула в Гамбурзі, забравши життя 8 605 осіб, Нохт, а потім і Гаффкі були відправлені до Гамбурга як постійні представники Коха з метою повідомлення влади Гамбурга про необхідні протиепідемічні заходи. Як урок епідемії холери Нохт порекомендував у 1892 році створити службу медичного моніторингу для порту. У наступному році сенат Гамбурга запровадив у дію цю рекомендацію, командування імператорського флоту звільнило Нохта від військової служби і його призначено 1 квітня 1893 портовим лікарем Гамбурзького порту. Цю посаду він обіймав до 1906 року.

### На чолі інституту тропічної медицини

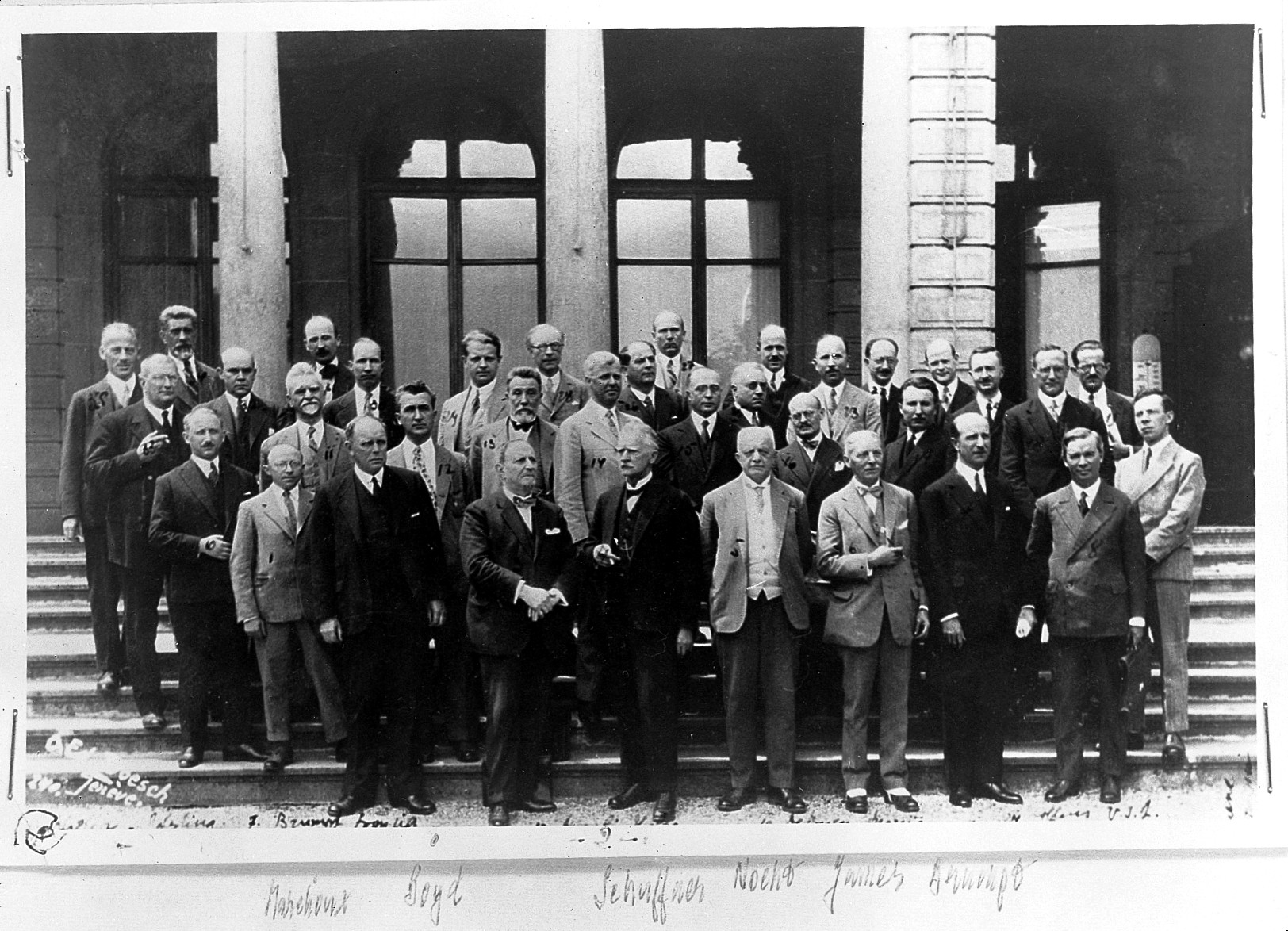
Члени комісії Ліги Націй з малярії. Четвертий ліворуч у першому ряду Бернгард Нохт

Оскільки моряки в Гамбурзькій гавані неодноразово прибували з невідомими захворюваннями, в середині 1890-х років Нохт створив у місті невелику дослідну станцію, що складалася з трьох кімнат. Це призвело зрештою до створення в 1900 році Гамбурзького інституту судноплавства і тропічних хвороб, який став після відкриття шкіл тропічної медицини в Лондоні та Ліверпулі третьою такою установою в світі. Нохт обіймав посаду директора цього закладу до 1930 року, його наступником став Фрідріх Фюллеборн. З 1906 по 1920 Нохт був відповідальним за всю гамбурзьку медичну систему. У 1911—1912 роках Нохт  здійснив навчальну поїздку до колишньої німецької колонії у Східній Африці. У наступну поїздку в 1913 році він вивчав малярію в Палестині. Незабаром після відкриття нової, престижної будівлі інституту, почалася Перша світова війна. Нова будівля функціонувала як військовий госпіталь. У 1917—1918 роках Нохта було поновлено в армії і відправлено до Македонії для вивчення та контролю малярії. Після війни Нохт подав у відставку з посади голови Гамбурзької медичної служби і з військової служби, звільнений у чині генерала медичної служби.  
У 1919 році його призначено професором тропічної медицини на медичному факультеті новоствореного Гамбурзького університету. У 1920 році був ректором цього університету. Навіть після втрати німецьких колоній у результаті Версальського договору Нохт залишався прихильником колоніального руху. У 1922—1925 роках він був членом Німецької народної партії, яка мала сильне колоніальне ревізіоністське крило.
У 1925 році інститут тропічної медицини започаткував наукову медаль імені Бернгарда Нохта, якою нагороджували науковців або групу науковців, які мали значні досягнення у тропічній медицині. З 1927 по 1934 рік він був віце-президентом Комісії з гігієни Ліги Націй. У 1930-1931 роках як голова комісії Ліги Націй, він здійснив поїздку в Східну Азію. Вивчення питань прокази привело його в 1931 році також до Бразилії і в 1934-1935 роках знову до Східної Азії. 11 листопада 1933 року він підписав разом з 900 іншими німецькими професорами «Прихильність викладачів німецьких університетів та коледжів Адольфу Гітлеру та націонал-соціалістичній державі» (нім. «Bekenntnis der Professoren an den deutschen Universitäten und Hochschulen zu Adolf Hitler und dem nationalsozialistischen Staat»). Після цього він вийшов з політичних мотивів у 1933 році з Ліги Націй. 1938 року був головою німецької делегації на III-му Міжнародному конгресі з тропічної медицини і малярії в Амстердамі. У 1942 році його обрано членом Німецької академії наук Леопольдина. З нагоди 85-річчя Нохта 7 листопада 1942 року Інститут тропічних хвороб отримав його ім'я.
Бернгард Нохт і його дружина покінчили життя самогубством у 1945 році. У прощальному листі до своїх дітей, вони написали, що не відчувають себе здатними до життя, що змінилося. Нохт зрештою був похований на кладовищі Ольсдорф.
Окрім новаторських змін у портовій і судновій гігієні, а також фундаментальних досліджень у галузі профілактики та лікування малярії, Нохт зробив вагомий внесок у дослідження авітамінозу та етіології «гарячки чорної води». Крім того, його дослідження так званого «ефекту Романовського» сприяли розробці методу виявлення малярійних паразитів у крові Густавом Гімзою. Нохт був перш за все видатним організатором і координатором, чиє ім'я залишається нерозривно пов'язаним із створенням сучасного портового медичного обслуговування та міждисциплінарної тропічної медицини.
Вулиця, на якій в Гамбурзі розташовані корпуси Інституту тропічних хвороб, також носить ім'я Нохта (Бернгард-Нохт-штрассе).

## Головні наукові твори
- Лекції для суднових лікарів торговельного флоту з суднової гігієни, суднових та тропічних хвороб / Vorlesungen für Schiffsärzte der Handelsmarine über Schiffshygiene, Schiffs- und Tropenkrankheiten. Leipzig 1906.
- Тропічна гігієна / Tropenhygiene. Berlin u. a. 1908; 2. Auflage 1923.
- Вивчення піроплазмозу і анапламозу великої рогатої худоби / Studien zur Tristezafrage (Piroplasmose und Anaplasmose der Rinder) Leipzig: Joh. Ambr. Barth, 1927
- Малярія / Die Malaria. Berlin 1918; 2. Auflage, mit M. Mayer, 1936.